# Дијамантина
Дијамантина (порт. Diamantina) општина је у Бразилу, у држави Минас Жераис. Град има 44.229 становника по подацима из 2006. Лежи на висини од 1113 метара. 
Првобитни назив овог мјеста, у вријеме оснивања 1734, било је Ариал до Тижуко (Arrial do Tijuco). Насеље се налазило у центру области ископавања дијаманата, па је временом променило име у Дијамантина. У граду постоји брусионица и музеј дијаманата. Будући да је овај град лијеп примјер очуване баштине бразилске барокне архитектуре, Дијамантина је на УНЕСКОвом списку свјетске кутурне баштине.
Осим своје историјске вриједности, град је познат и по томе што се у њему родио Жуселино Кубичек, 24. предсједник Бразила, чије се године предсједничког мандата називају „Златним годинама Бразила“.

## Становништво
| 2000.  | 2010.  |
| ------ | ------ |
| 44.259 | 45.880 |